# Georgien i olympiska sommarspelen 2012
Georgien deltog i de olympiska sommarspelen 2012 i London, Storbritannien.

## Medaljörer
| Medalj | Namn                     | Sport     | Gren                             | Datum      |
| ------ | ------------------------ | --------- | -------------------------------- | ---------- |
| Guld   | Lasja Sjavdatuasjvili    | Judo      | Herrarnas 66 kg                  | 29 juli    |
| Silver | Revaz Lasjchi            | Brottning | Herrarnas grekisk-romerska 60 kg | 6 augusti  |
| Silver | Vladimer Chintjegasjvili | Brottning | Herrarnas fristil 55 kg          | 10 augusti |
| Silver | Davit Modzmanasjvili     | Brottning | Herrarnas fristil 120 kg         | 11 augusti |
| Brons  | Manutjar Tschadaia       | Brottning | Herrarnas grekisk-romerska 66 kg | 7 augusti  |
| Brons  | Dato Marsagisjvili       | Brottning | Herrarnas fristil 84 kg          | 11 augusti |
| Brons  | Giorgi Gogsjelidze       | Brottning | Herrarnas fristil 96 kg          | 12 augusti |

## Boxning
Herrar
| Namn           | Gren       | 32-personersrundan  | Åttondelsfinal      | Kvartsfinal         | Semifinal           | Final               | Final            |
| Namn           | Gren       | Opposition Resultat | Opposition Resultat | Opposition Resultat | Opposition Resultat | Opposition Resultat | Rank             |
| -------------- | ---------- | ------------------- | ------------------- | ------------------- | ------------------- | ------------------- | ---------------- |
| Merab Turkadze | Bantamvikt | Ouadahi (ALG) L WO  | Gick inte vidare    | Gick inte vidare    | Gick inte vidare    | Gick inte vidare    | Gick inte vidare |

## Brottning
Herrar, fristil
| Namn                     | Gren    | Kval                 | Sextondelsfinal        | Kvartsfinal          | Semifinal                 | Återkval 1           | Återkval 2           | Final                    | Final |
| Namn                     | Gren    | Motståndare Resultat | Motståndare Resultat   | Motståndare Resultat | Motståndare Resultat      | Motståndare Resultat | Motståndare Resultat | Motståndare Resultat     | Rank  |
| ------------------------ | ------- | -------------------- | ---------------------- | -------------------- | ------------------------- | -------------------- | -------------------- | ------------------------ | ----- |
| Vladimer Chintjegasjvili | -55 kg  | Farag (EGY) W 3–1    | Velikov (BUL) W 3–1    | Amit (IND) W 3–1     | Yumoto (JPN) W 3–1        | BYE                  | BYE                  | Otarsultanov (RUS) L 1–3 | 2     |
| Malchaz Zarkua           | -60 kg  | BYE                  | Fedoryshyn (UKR) W 3–0 | Scott (USA) L 0–5    | Gick inte vidare          | Gick inte vidare     | Gick inte vidare     | Gick inte vidare         | 9     |
| Otar Tusjisjvili         | -66 kg  | BYE                  | Navruzov (UZB) L 3–1   | Gick inte vidare     | Gick inte vidare          | Gick inte vidare     | Gick inte vidare     | Gick inte vidare         | 12    |
| Davit Chutsisjvili       | -74 kg  | Önörbat (MGL) W 3–1  | Midana (GBS) W 3–1     | Tsargusj (RUS) L 0–3 | Gick inte vidare          | Gick inte vidare     | Gick inte vidare     | Gick inte vidare         | 7     |
| Dato Marsagishvili       | -84 kg  | BYE                  | Orgodol (MGL) W 3–1    | Espinal (PUR) L 1–3  | Gick inte vidare          | BYE                  | Dick (NGR) W 5–0     | Gattsiev (BLR) W 3–1     | 3     |
| Giorgi Gogsjelidze       | -96 kg  | BYE                  | Emara (EGY) W 5–0      | Ceban (MDA) W 3–0    | Varner (USA) L 0–3        | BYE                  | BYE                  | Kurbanov (UZB) W 3–1     | 3     |
| Davit Modzmanasjvili     | -120 kg | BYE                  | Ruíz (MEX) W 3–0       | Daulet (KAZ) W 3–0   | Bilyal Makhov (RUS) W 3–1 | BYE                  | BYE                  | Taymazov (UZB) L 0–3     | 2     |

Herrar, grekisk-romersk
| Namn                | Gren    | Kval                 | Sextondelsfinal         | Kvartsfinal               | Semifinal            | Återkval 1           | Återkval 2             | Final                 | Final |
| Namn                | Gren    | Motståndare Resultat | Motståndare Resultat    | Motståndare Resultat      | Motståndare Resultat | Motståndare Resultat | Motståndare Resultat   | Motståndare Resultat  | Rank  |
| ------------------- | ------- | -------------------- | ----------------------- | ------------------------- | -------------------- | -------------------- | ---------------------- | --------------------- | ----- |
| Revaz Lasjkhi       | -60 kg  | BYE                  | Abdelmoneim (EGY) W 3–0 | Kuramagomedov (RUS) W 3–0 | Aliyev (AZE) W 3–1   | BYE                  | BYE                    | Norouzi (IRI) L 0–3   | 2     |
| Manutjar Tschadaia  | -66 kg  | BYE                  | Strebel (SUI) W 3–0     | El-Gharably (EGY) W 3–0   | Lőrincz (HUN) L 0–3  | BYE                  | BYE                    | Stäbler (GER) W 3–0   | 3     |
| Zurabi Datunasjvili | -74 kg  | Kim J-H (KOR) W 3–0  | Provisor (USA) W 3–0    | Ahmadov (AZE) L 1–3       | Gick inte vidare     | Gick inte vidare     | Gick inte vidare       | Gick inte vidare      | 7     |
| Vladimer Gegesjidze | -84 kg  | BYE                  | Tahmasebi (AZE) W 3–1   | Rachyba (UKR) W 3–1       | Khugayev (RUS) L 0–3 | BYE                  | BYE                    | Gadzhiyev (KAZ) L 1–3 | 5     |
| Soso Dzjabidze      | -96 kg  | BYE                  | Guri (BUL) L 1–3        | Gick inte vidare          | Gick inte vidare     | Gick inte vidare     | Gick inte vidare       | Gick inte vidare      | 13    |
| Guram Perselidze    | -120 kg | BYE                  | Ayub (CHI) W 3–0        | M López (CUB) L 0–3       | Gick inte vidare     | BYE                  | El-Trabely (EGY) W 3–1 | Kayaalp (TUR) L 0–3   | 5     |

## Bågskytte
Georgien har kvalificerat en atlet vid damernas individuella tävling i bågskytte.
| Namn            | Tävling               | Rankningsrundan | Rankningsrundan | 64-personersrundan          | 32-personersrundan      | Åttondelsfinal      | Kvartsfinal         | Semifinal           | Final               | Final            |
| Namn            | Tävling               | Resultat        | Seeding         | Opposition Resultat         | Opposition Resultat     | Opposition Resultat | Opposition Resultat | Opposition Resultat | Opposition Resultat | Rankning         |
| --------------- | --------------------- | --------------- | --------------- | --------------------------- | ----------------------- | ------------------- | ------------------- | ------------------- | ------------------- | ---------------- |
| Kristine Esebua | Damernas individuella | 642             | 34              | van Lamoen (CHI) (31) W 6–0 | Lee S-J (KOR) (2) L 2–6 | Gick inte vidare    | Gick inte vidare    | Gick inte vidare    | Gick inte vidare    | Gick inte vidare |

## Cykling
| Namn             | Gren                | Tid | Rank |
| ---------------- | ------------------- | --- | ---- |
| Giorgi Nadiradze | Herrarnas linjelopp | DNF | DNF  |

## Friidrott
Herrar
Löpgrenar
| Namn             | Gren       | Heat     | Heat | Semifinal        | Semifinal        | Final            | Final            |
| Namn             | Gren       | Resultat | Rank | Resultat         | Rank             | Resultat         | Rank             |
| ---------------- | ---------- | -------- | ---- | ---------------- | ---------------- | ---------------- | ---------------- |
| David Ilariani   | 110 m häck | 13.90    | 8    | Gick inte vidare | Gick inte vidare | Gick inte vidare | Gick inte vidare |
| Maciej Rosiewich | 50 km gång | i.u.     | i.u. | i.u.             | i.u.             | 4:05:20          | 44               |

Hoppgrenar
| Namn                 | Gren      | Kval    | Kval     | Final            | Final            |
| Namn                 | Gren      | Distans | Position | Distans          | Position         |
| -------------------- | --------- | ------- | -------- | ---------------- | ---------------- |
| Boleslav Schirtladze | Längdhopp | 7.26    | 35       | Gick inte vidare | Gick inte vidare |

Damer
Hoppgrenar
| Namn            | Gren      | Kval    | Kval     | Final            | Final            |
| Namn            | Gren      | Distans | Position | Distans          | Position         |
| --------------- | --------- | ------- | -------- | ---------------- | ---------------- |
| Maiko Gogoladze | Längdhopp | NM      | —        | Gick inte vidare | Gick inte vidare |

## Gymnastik
Trampolin, damer
| Namn          | Gren  | Kval     | Kval | Final    | Final |
| Namn          | Gren  | Resultat | Rank | Resultat | Rank  |
| ------------- | ----- | -------- | ---- | -------- | ----- |
| Luba Golovina | Damer | 101.740  | 6 Q  | 52.925   | 7     |

## Judo
Herrar
| Idrottare              | Gren                     | 32-delsfinal              | Sextondelsfinal               | Åttondelsfinal            | Kvartsfinal             | Semifinal                 | Återkval             | Bronsmatch           | Final                     | Final            |
| Idrottare              | Gren                     | Motståndare Resultat      | Motståndare Resultat          | Motståndare Resultat      | Motståndare Resultat    | Motståndare Resultat      | Motståndare Resultat | Motståndare Resultat | Motståndare Resultat      | Placering        |
| ---------------------- | ------------------------ | ------------------------- | ----------------------------- | ------------------------- | ----------------------- | ------------------------- | -------------------- | -------------------- | ------------------------- | ---------------- |
| Betkili Shukvani       | Extra lättvikt (-60 kg)  | Dickens (AUS) W 0103–0000 | Milous (FRA) L 0103–0000      | Gick inte vidare          | Gick inte vidare        | Gick inte vidare          | Gick inte vidare     | Gick inte vidare     | Gick inte vidare          | Gick inte vidare |
| Lasha Shavdatuashvili  | Halv lättvikt (-66 kg)   | BYE                       | Zuñiga (CHI) W 0101–0002      | Larose (FRA) W 0100–0001  | Oates (GBR) W 0100–0000 | Ebinuma (JPN) W 0100–0000 | BYE                  | BYE                  | Ungvári (HUN) W 0001–0000 | 1                |
| Nugzar Tatalashvili    | Lättvikt (-73 kg)        | Wang (KOR) L 0000–0001    | Gick inte vidare              | Gick inte vidare          | Gick inte vidare        | Gick inte vidare          | Gick inte vidare     | Gick inte vidare     | Gick inte vidare          | Gick inte vidare |
| Avtandil Tchrikishvili | Halv mellanvikt (-81 kg) | BYE                       | Marijanović (CRO) W 0100–0001 | Stevens (USA) L 0000–1000 | Gick inte vidare        | Gick inte vidare          | Gick inte vidare     | Gick inte vidare     | Gick inte vidare          | Gick inte vidare |
| Varlam Liparteliani    | Mellanvikt (-90 kg)      | i.u.                      | Dolassem (CMR) W 0003–0101    | Anthony (AUS) L 0020–0101 | Gick inte vidare        | Gick inte vidare          | Gick inte vidare     | Gick inte vidare     | Gick inte vidare          | Gick inte vidare |
| Levan Zhorzholiani     | Halv tungvikt (-100 kg)  | i.u.                      | Brata (ROU) W 0102–0013       | Gasimov (AZE) L 0011–0002 | Gick inte vidare        | Gick inte vidare          | Gick inte vidare     | Gick inte vidare     | Gick inte vidare          | Gick inte vidare |
| Adam Okruashvili       | Tungvikt (+100 kg)       | i.u.                      | Tölzer (GER) L 0003–0201      | Gick inte vidare          | Gick inte vidare        | Gick inte vidare          | Gick inte vidare     | Gick inte vidare     | Gick inte vidare          | Gick inte vidare |

## Simning
Men
| Namn             | Gran           | Heat | Heat | Semifinal | Semifinal | Final | Final |
| Namn             | Gran           | Tid  | Rank | Tid       | Rank      | Tid   | Rank  |
| ---------------- | -------------- | ---- | ---- | --------- | --------- | ----- | ----- |
| Irakli Bolkvadze | 200 m bröstsim |      |      |           |           |       |       |

## Skytte
Georgien har säkrat en plats i damernas 10 meter luftpistol.
| Namn            | Gren            | Kval  | Kval | Final            | Final            |
| Namn            | Gren            | Poäng | Rank | Poäng            | Rank             |
| --------------- | --------------- | ----- | ---- | ---------------- | ---------------- |
| Nino Salukvadze | 25 m pistol     |       |      |                  |                  |
| Nino Salukvadze | 10 m luftpistol | 376   | 33   | Gick inte vidare | Gick inte vidare |

## Tennis
| Namn                                    | Gren      | 64-personersrundan    | 32-personersrundan                            | Åttondelsfinal       | Kvartsfinal          | Semifinal            | Final                | Final            |
| Namn                                    | Gren      | Motståndare Resultat  | Motståndare Resultat                          | Motståndare Resultat | Motståndare Resultat | Motståndare Resultat | Motståndare Resultat | Placering        |
| --------------------------------------- | --------- | --------------------- | --------------------------------------------- | -------------------- | -------------------- | -------------------- | -------------------- | ---------------- |
| Anna Tatisjvili                         | Damsingel | Vogt (LIE) W 6–2, 6–0 | Petrova (RUS) L 3–6, 7–6(7–5), 2–6            | Gick inte vidare     | Gick inte vidare     | Gick inte vidare     | Gick inte vidare     | Gick inte vidare |
| Margalita Chakhnashvili Anna Tatisjvili | Damdubbel | i.u.                  | Klepac / Srebotnik (SLO) L 6–7(0–7), 6–3, 2–6 | Gick inte vidare     | Gick inte vidare     | Gick inte vidare     | Gick inte vidare     | Gick inte vidare |

## Tyngdlyftning
Georgien har kvalificerat 3 herrar-
| Namn              | Gren           | Ryck     | Ryck | Stöt     | Stöt | Totalt | Rank |
| Namn              | Gren           | Resultat | Rank | Resultat | Rank | Totalt | Rank |
| ----------------- | -------------- | -------- | ---- | -------- | ---- | ------ | ---- |
| Raul Tsirekidze   | Herrar -85 kg  |          |      |          |      |        |      |
| Gia Matjavariani  | Herrar -105 kg |          |      |          |      |        |      |
| Irakli Turmanidze | Herrar +105 kg |          |      |          |      |        |      |